# 海克·德雷克斯勒

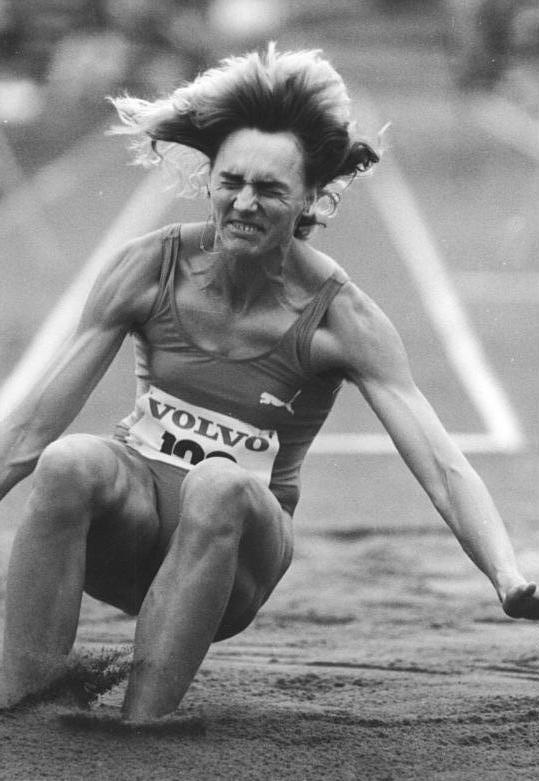
海克·德雷克斯勒 (1990年)

海克·德雷克斯勒（德語：Heike Drechsler，1964年12月16日—），旧姓道特（Daute），德国女子田径运动员。她曾代表东德、德国参加1988年、1992年、1996年和2000年夏季奥林匹克运动会田径比赛，获得二枚金牌、一枚银牌和二枚铜牌。